# 용운동
용운동(龍雲洞)은 대전광역시 동구에 속한 동이다. 대전의 동북방에 위치한 전형적인 주거지역으로 산지가 도시를 품고있어 그린 생태환경이 풍부하여 쾌적하다. 용운국제수영장, 대학로공연장, 대전대학교, 용운종합사회복지관 등 자연과 어우러진 문화와 복지시설을 갖추고 있으며, 동부순환도로 개통 및 용수골 도시개발사업, 백룡길 확장공사, 고층아파트 후면도로 개설공사 등으로 교통의 편의를 더하고 있다.

## 연혁
- 백제 우술군
- 신라 비풍군
- 고려 초기 회덕현
- 1018년 고려 현종 9년 공주부
- 조선 태종 13년 공주군 산내면
- 1895년 조선 고종 32년 회덕군 외남면 용운동리, 신대리(새터)라고 불림
- 1914년 행정구역 개편 때에 양리, 모오리, 초동을 병합하여 용방리라 하여 대전군 외남면에 편입되고, 1935년 대전군 대전읍이 대전부로 승격되면서 대덕군 외남면에 편입되었다가, 1940년 대전부 구역확장에 따라 대전부에 편입되어 용운정이라 하였다.
- 1946년 일제식 동명변경에 의하여 대전부 용운동
- 1971년 대전시 출장소의 설치에 따라 동부출장소의 관할 구역
- 1977년 구제 실시로 현재의 대전광역시 동구 용운동이 되었다

## 교육
- 대전용운초등학교
- 대전대룡초등학교
- 용운중학교
- 대전대학교

## 아파트
| 단지명                 | 건설사     | 시행사                                 | 주소                 | 입주        | 비고                      |
| ---------------------- | ---------- | -------------------------------------- | -------------------- | ----------- | ------------------------- |
| 용운 마젤란21          | 유진기업㈜ | 유진기업㈜                             | 동구 대학로 102-7    | 2006년 8월  | 용운지구 도시개발사업     |
| 용운 꿈에그린          | 한화건설   | ㈜이노건설                             | 동구 대학로50번길 53 | 2006년 1월  | 용운지구 도시개발사업     |
| e편한세상 대전에코포레 | 대림건설   | 용운주공아파트 주택재건축 정비사업조합 | 동구 용운로 203      | 2020년 12월 | 용운주공 1단지 재건축     |
| 용방마을 주공 3단지    | 영남건설㈜ | 대한주택공사                           | 동구 용운로 80       | 2003년 5월  | 용운지구 주거환경개선사업 |